# باج‌گیری (فیلم ۲۰۱۸)
باج‌گیری (به هندی: Blackmail) فیلمی محصول سال ۲۰۱۸ و به کارگردانی آبینای دئو است. در این فیلم بازیگرانی همچون عرفان خان، کریتی کولهاری، دیویا دوتا، آروندای سینگ، اومی وایدیا، نیلیما عظیم ،اورمیلا ماتوندکار ایفای نقش کرده‌اند.
دیو کوشال(عرفان خان)یک کارمند در یک شرکت تولید لوازم بهداشتی میباشد که وقتی به طور اتفاقی قصد داشت تا همسر خود را سورپرایز کند متوجه میشود که همسرش‌ با مرد دیگری در تخت هستند.بعد با نقشه و کلک از معشوقه همسرش درخواست پول میکند
اما این شروع ماجرای باجگیری زنجیره وار افراد از یکدیگر بود و در ادامه...